# Eubryopterella vaneeckei
Eubryopterella vaneeckei là một loài bướm đêm trong họ Erebidae.